# Comuna Kopacivka, Volociîsk
Kopacivka (în ucraineană Копачівка) este o comună în raionul Volociîsk, regiunea Hmelnîțkîi, Ucraina, formată din satele Kopacivka (reședința), Lozova și Mîslova.

## Demografie
Componența lingvistică a comunei Kopacivka
     Ucraineană (98,59%)
     Rusă (1,31%)
     Alte limbi (0,05%)
Conform recensământului din 2001, majoritatea populației comunei Kopacivka era vorbitoare de ucraineană (98,59%), existând în minoritate și vorbitori de rusă (1,31%).